# カヴェナーゴ・ディ・ブリアンツァ
カヴェナーゴ・ディ・ブリアンツァ（伊: Cavenago di Brianza）は、イタリア共和国ロンバルディア州モンツァ・エ・ブリアンツァ県にある、人口約7,400人の基礎自治体（コムーネ）。

## 地理

### 位置・広がり
モンツァ・エ・ブリアンツァ県南東部に位置するコムーネで、県都モンツァから東へ11km、州都ミラノから北東へ約22km、ベルガモから南西へ約24kmの距離にある。

#### 隣接コムーネ
隣接するコムーネは以下の通り。括弧内のMIはミラノ県所属を示す。
- オルナーゴ - 北
- バジアーノ (MI) - 東
- カンビアーゴ (MI) - 南
- アグラーテ・ブリアンツァ - 西
- ブラーゴ・ディ・モルゴラ - 北西

### 気候分類・地震分類
気候分類では、zona E, 2441 GGに分類される。
また、イタリアの地震リスク階級 (it) では、zona 3 (sismicità bassa) に分類される。

## 交通

### 道路
- アウトストラーダ A4

トリノからトリエステまで北イタリアを横断するアウトストラーダA4が市域内を走っており、カヴェナーゴ＝カンビアーゴ出入口がある。